# 霍恩莱皮施
霍恩莱皮施（德語：Hohenleipisch）是德国勃兰登堡州的市镇，隶属于易北-埃尔斯特县，总面积为35.05平方千米，截至2020年总人口为2014人。